# کنگره ملی اکوادور
کنگره ملی (به اسپانیایی: Congreso Nacional) پیش از نوامبر ۲۰۰۷ قوه مقننه تک‌مجلسی دولت اکوادور بود.
طبق قانون اساسی سال ۱۹۹۸، کنگره در کیتو تشکیل جلسه داد و از ۱۰۰ نماینده (دیپوتادو) تشکیل شده بود. هر یک از ۲۲ استان کشور حداقل دو نماینده به اضافه یک صندلی اضافی به ازای هر ۲۰۰۰۰۰ نفر که در استان سکونت داشته باشند،داشت.
این کنگره در ۲۹ نوامبر ۲۰۰۷ توسط مجمع مؤسسان اکوادور منحل شد و طبق قانون اساسی سال ۲۰۰۸ مجلس ملی اکوادور جایگزین آن شد. سقوط این کنگره هنگامی صورت گرفت که قبلاً در افکار عمومی اکوادور به دلیل این که، آن را برای دهه‌ها به عنوان محلی فاسد و ناتوان، همچنین محل اختلافات خشونت‌آمیز بین اعضای خود و محلی برای دسیسه‌های سیاسی، مانند برکناری روسای جمهور عبدالا بوکارام اورتیز در سال ۱۹۹۷ و لوسیو گوتیرز در سال 2005 می‌دیدند، ضعیف شده بود.

## شرایط نامزدی برای نمایندگی
برای خدمت به عنوان نماینده، شرایط زیر باید رعایت شود:
- شهروند اکوادوری از طریق تولد، نه با تابعیت
- برخورداری کامل از حقوق سیاسی
- حداقل ۲۵ سال سن از زمان معرفی نامزدی
- بومی استان نماینده، یا مقیم آن حداقل سه سال بلافاصله قبل از انتخابات است.